# 9012 Benner
9012 Benner è un asteroide della fascia principale. Scoperto nel 1984, presenta un'orbita caratterizzata da un semiasse maggiore pari a 2,8722246 UA e da un'eccentricità di 0,3128614, inclinata di 5,06210° rispetto all'eclittica.
L'asteroide è dedicato allo scienziato statunitense Lance A. M. Benner del Jet Propulsion Laboratory.